# 宝香鵬宏作
宝香鵬 宏作（ほうかほう こうさく、1989年6月21日 - ）は、埼玉県春日部市出身で、宮城野部屋に所属した元大相撲力士。本名は藤田 宏作（ふじた こうさく）。身長186.5cm、体重160.0kg、血液型はO型。自己最高位は西幕下3枚目（2021年9月場所・11月場所）。

## 来歴
埼玉栄高校ではレスリング部に所属。大相撲2006年5月場所を父親と共に両国国技館で観戦し、その帰りに両国散策をしていたところ、当時大関であった白鵬からスカウトを受けた。これを受け、親孝行をするために高校を2年で中退して白鵬の所属する宮城野部屋（元十両・金親）に入門、2007年3月場所で初土俵を踏む。初土俵時の四股名は「宝香山」。同期生には幕下付出入門の大翔湖や、土佐豊、德真鵬、千代嵐、丹蔵、琴恵光、朝弁慶らがいる。
この初土俵場所は前相撲で2連勝、1番出世とし、大関白鵬の化粧回しを借りて新序出世披露を受けた。
序ノ口・序二段をいずれも2場所で通過し（これは白鵬より早いペースである）、2008年1月場所で三段目につくが、ここからしばらくは三段目と序二段の往復が続いた。2009年11月場所以降三段目に定着、2010年7月場所からは「宝香鵬」に改名し、その場所は6勝1敗の好成績だった。2011年11月場所では三段目で初めて無傷の勝ち越しを決める。5番相撲で佐久間山（現・常幸龍）に敗れるも、残りを快勝して6勝1敗の好成績として場所を終え、翌2012年1月場所からは幕下に昇格・定着している。2013年3月場所で、関取昇進の可能性があるといわれる幕下15枚目以内の番付に初昇格。2018年8月25日には夏巡業春日部場所にご当地力士として参加。春日部市で巡業が行われるのは史上初である。
2021年9月場所は勝ち越せば関取昇進が見える西幕下3枚目の地位が与えられたが、部屋の北青鵬が新型コロナウイルスに感染したため感染拡大防止のために全休の措置を受けた。救済措置により11月場所は番付据え置きとなったが、7日目の4番相撲で負け越しが確定。しかし残りを勝って3勝4敗と踏みとどまった。2023年1月28日に開催された白鵬の引退相撲では弓取式を務めた。同年9月場所2日目の1番相撲では欧勝竜と水入りの相撲となった（2番後取り直しの際に欧勝竜が寄り切りで白星）。
2024年3月場所は膝の怪我により初日から休場となっていたが、「宮城野部屋として最後になるかもしれない」として7番目だけ強行出場し、日向龍から白星を挙げた。この一番が現役最後の取組となった。同年3月28日、日本相撲協会の理事会で宮城野部屋は同年4月以降無期限で伊勢ヶ濱一門預かりとなり、宮城野部屋に所属する全員が同一門の伊勢ヶ濱部屋に転籍することを決定した。しかし、宮城野部屋の閉鎖騒動のショックは大きく、伊勢ヶ濱部屋所属となった5月場所は全休し、場所後に引退が発表された。連続幕下在位記録歴代3位（74場所）の記録を残している。

## 人物
- 部屋公式ホームページによると、好物はカレーライス、趣味は音楽鑑賞・読書。好きな言葉・座右の銘は「燃える闘魂」

- 幕下にいながら後に大関や三役、幕内優勝を果たす当時幕下の有望出世力士達を次々と豪快に土俵に叩きつけ勝つ様から「最強の幕下力士」「伝説の幕下」と言われた。

- 部屋の横綱白鵬の稽古相手を長年務めながら付け人として様々な役割をこなし、周囲への誠実な立ち回りから白鵬からの信頼は絶大であった。

- 引退する最後まで白鵬の１番弟子として師匠を変えることはできないと信念を貫き、部屋の閉鎖のタイミングと同時に相撲協会に引退届けを提出した。

## 略歴
- 初土俵：2007年3月場所
- 序ノ口：2007年5月場所
- 序二段：2007年9月場所
- 三段目：2008年1月場所
- 幕下：2012年1月場所
- 引退：2024年5月場所

## 主な成績
- 通算成績：360勝321敗27休（102場所）

| | 一月場所 初場所（東京） | 三月場所 春場所（大阪） | 五月場所 夏場所（東京） | 七月場所 名古屋場所（愛知） | 九月場所 秋場所（東京） | 十一月場所 九州場所（福岡） |
| --- | ----------------------- | ----------------------- | ----------------------- | --------------------------- | ----------------------- | --------------------------- |
| 2007年 （平成19年） | x                       | （前相撲）              | 西序ノ口14枚目 3–4      | 西序ノ口14枚目 4–3          | 東序二段111枚目 5–2     | 東序二段67枚目 6–1          |
| 2008年 （平成20年） | 西三段目93枚目 3–4      | 東序二段7枚目 2–5       | 西序二段35枚目 3–4      | 西序二段58枚目 6–1          | 東三段目91枚目 3–4      | 東序二段3枚目 3–4           |
| 2009年 （平成21年） | 西序二段27枚目 5–2      | 東三段目95枚目 3–4      | 東序二段15枚目 4–3      | 東三段目96枚目 3–4          | 東序二段18枚目 5–2      | 西三段目82枚目 4–3          |
| 2010年 （平成22年） | 東三段目65枚目 3–4      | 西三段目76枚目 4–3      | 東三段目58枚目 3–4      | 西三段目74枚目 6–1          | 東三段目18枚目 3–4      | 東三段目33枚目 3–4          |
| 2011年 （平成23年） | 西三段目51枚目 4–3      | 八百長問題 により中止   | 西三段目36枚目 2–5      | 東三段目48枚目 5–2          | 東三段目18枚目 3–4      | 西三段目34枚目 6–1          |
| 2012年 （平成24年） | 東幕下50枚目 4–3        | 東幕下41枚目 4–3        | 西幕下33枚目 3–4        | 西幕下44枚目 4–3            | 西幕下36枚目 5–2        | 西幕下24枚目 3–4            |
| 2013年 （平成25年） | 東幕下30枚目 6–1        | 西幕下11枚目 3–4        | 東幕下16枚目 2–5        | 西幕下32枚目 4–3            | 東幕下26枚目 3–4        | 西幕下32枚目 2–5            |
| 2014年 （平成26年） | 東幕下46枚目 5–2        | 東幕下29枚目 3–4        | 東幕下38枚目 5–2        | 西幕下26枚目 4–3            | 東幕下20枚目 3–4        | 西幕下26枚目 5–2            |
| 2015年 （平成27年） | 西幕下15枚目 4–3        | 東幕下12枚目 5–2        | 西幕下7枚目 2–6         | 西幕下18枚目 5–2            | 西幕下9枚目 1–6         | 東幕下37枚目 4–3            |
| 2016年 （平成28年） | 西幕下28枚目 5–2        | 東幕下17枚目 3–4        | 東幕下27枚目 2–5        | 西幕下43枚目 5–2            | 西幕下27枚目 1–6        | 東幕下52枚目 3–4            |
| 2017年 （平成29年） | 西幕下60枚目 6–1        | 西幕下28枚目 4–3        | 西幕下22枚目 4–3        | 東幕下18枚目 4–3            | 東幕下13枚目 5–2        | 西幕下7枚目 3–4             |
| 2018年 （平成30年） | 東幕下12枚目 3–4        | 西幕下16枚目 3–4        | 東幕下25枚目 3–4        | 西幕下33枚目 3–4            | 東幕下43枚目 5–2        | 東幕下31枚目 5–2            |
| 2019年 （平成31年 /令和元年） | 東幕下18枚目 3–4        | 西幕下22枚目 3–4        | 西幕下29枚目 4–3        | 東幕下23枚目 5–2            | 東幕下16枚目 4–3        | 西幕下12枚目 3–4            |
| 2020年 （令和2年） | 西幕下16枚目 4–3        | 東幕下12枚目 4–3        | 感染症拡大 により中止   | 東幕下9枚目 3–4             | 西幕下11枚目 3–4        | 西幕下18枚目 5–2            |
| 2021年 （令和3年） | 東幕下9枚目 休場 0–0–7  | 東幕下9枚目 3–4         | 西幕下15枚目 4–3        | 東幕下11枚目 5–2            | 西幕下3枚目 休場 0–0–7  | 西幕下3枚目 3–4             |
| 2022年 （令和4年） | 西幕下7枚目 3–4         | 西幕下12枚目 1–6        | 西幕下34枚目 3–4        | 東幕下45枚目 4–3            | 東幕下37枚目 6–1        | 東幕下15枚目 2–5            |
| 2023年 （令和5年） | 東幕下27枚目 3–4        | 西幕下34枚目 4–3        | 西幕下28枚目 5–2        | 西幕下17枚目 1–6            | 西幕下38枚目 3–4        | 西幕下43枚目 4–3            |
| 2024年 （令和6年） | 東幕下37枚目 4–3        | 東幕下30枚目 1–0–6      | 西幕下51枚目 引退 0–0–7 | x                           | x                       | x                           |
| 各欄の数字は、「勝ち-負け-休場」を示す。 優勝 引退 休場 十両 幕下 三賞：敢=敢闘賞、殊=殊勲賞、技=技能賞 その他：★=金星 番付階級：幕内 - 十両 - 幕下 - 三段目 - 序二段 - 序ノ口 幕内序列：横綱 - 大関 - 関脇 - 小結 - 前頭（「#数字」は各位内の序列） |                         |                         |                         |                             |                         |                             |

## 改名歴
- 宝香山 宏作（ほうかざん こうさく）2007年3月場所 - 2010年5月場所
- 宝香鵬 翔風（ほうかほう しょうふう）2010年7月場所 - 2016年7月場所
- 宝香鵬 宏作（ほうかほう こうさく）2016年9月場所 - 2024年5月場所